# BlueBrixx
BlueBrixx ist eine deutsche Klemmbausteinmarke, ⁣⁣die online und in rund 40 Filialen Lego-kompatible Bausteine, Modelle und Sets vertreibt.

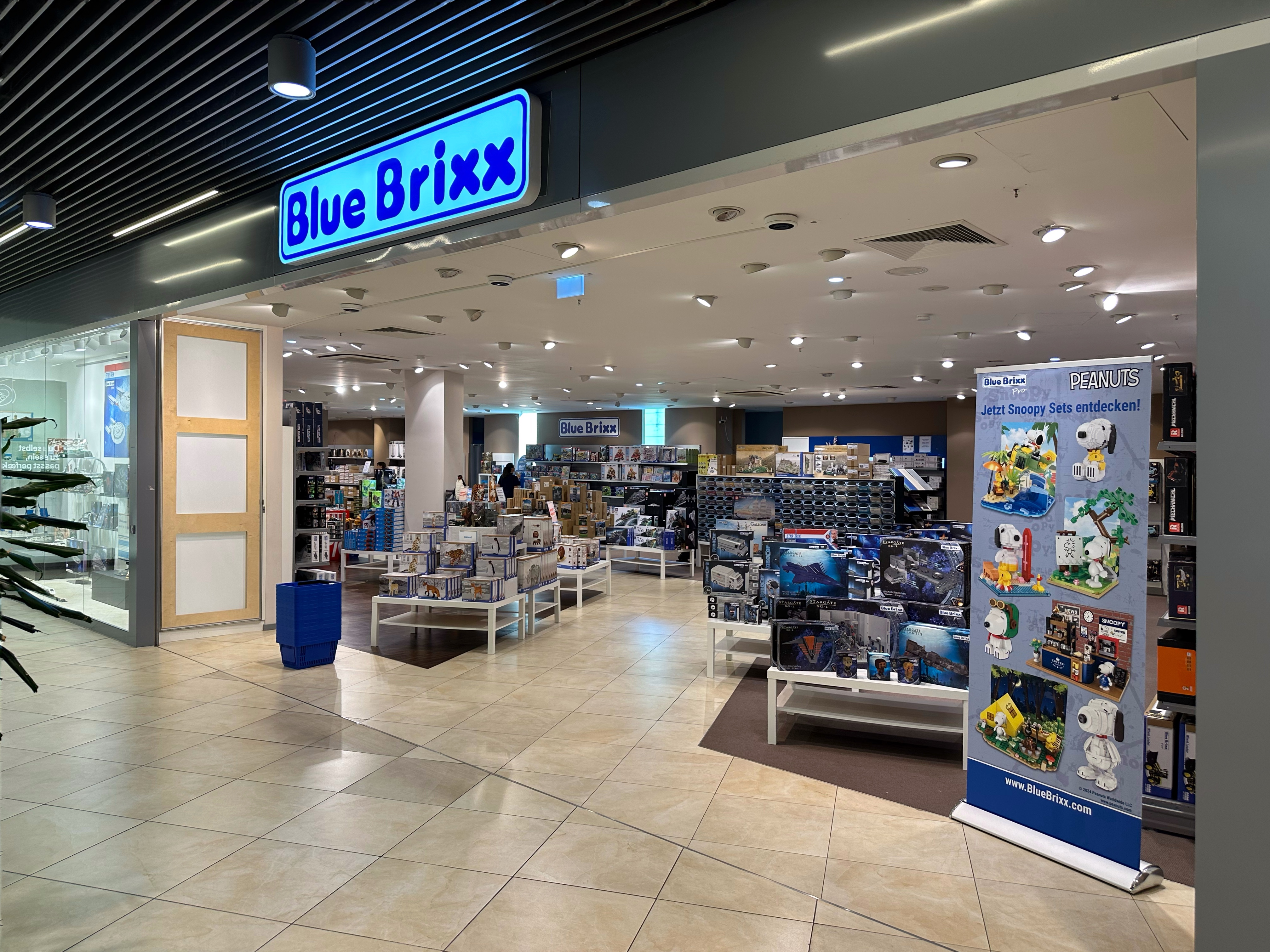
BlueBrixx-Filiale in Kaiserslautern

Die Marke ist seit 2019 auf die BB Services GmbH aus Flörsheim am Main registriert. BlueBrixx hat aufgrund kompatibler Bausteine und niedrigerer Preise vor allem als Konkurrent zu Lego Bekanntheit erlangt und ist über seine Produkte wiederholt mit Lego in den Rechtsstreit getreten.

## Produkte
BlueBrixx vertreibt Klemmbaustein-Sets unter seinem eigenen Namen, wobei die Klemmbausteine selbst von verschiedenen Herstellern stammen. Gleichzeitig vertreibt BlueBrixx auch Produkte anderer Klemmbaustein-Marken außer Lego. Zum Beispiel können in BlueBrixx-Ladengeschäften Produkte von CaDa, Cobi oder Xingbao erworben werden.
Die Bausteine BlueBrixx sind durchgängig mit Bausteinen von Lego kompatibel und können zusammen mit diesen verbaut werden.
BlueBrixx richtet sich eher an Sammler und produziert vorrangig Displaymodelle, die daher teils über weniger Funktionen verfügen, aber naturgetreu und echt aussehen. BlueBrixx steigt jedoch auch zunehmend in den bespielbaren und funktionsorientierten Bereich der Kindersets ein.
Im Vergleich zu Lego ist BlueBrixx günstiger, vertreibt seltener Lizenzprodukte und stellt die Bauanleitungen teilweise nur online und nicht in gedruckter Form zur Verfügung. Zu den lizenzierten Artikel zählen z. B. Sets aus den Franchises Stargate und RoboCop, sowie Fahrzeuge der Unternehmen Schlingmann und Ziegler.
Das Bluebrixx eigene Sortiment steht größtenteils zeitlich unbegrenzt zur Verfügung und wird daher nur vereinzelt für Verbesserungen oder Anpassung neu aufgelegt.

## Firmengeschichte
BlueBrixx wurde im Jahr 2018 von dem deutschen Unternehmer Klaus Kiunke gegründet. Das Unternehmen hat seinen Sitz in Flörsheim am Main und ist auf den Vertrieb von Klemmbausteinsets spezialisiert, die sowohl eigene Designs als auch Kooperationen mit chinesischen Herstellern umfassen.
Das erste BlueBrixx-Ladengeschäft wurde Mitte 2020 in Hagen eröffnet, auf den mehrere Filialen in Deutschland, darunter Standorte in Wildau bei Berlin, München und Nürnberg folgten. Mit Stand Februar 2025 unterhält BlueBrixx in Deutschland 40 Filialen.

## Rechtsstreit mit Lego
Im Jahr 2021 erwirkte Lego gegen den Vertrieb einiger BlueBrixx-Figuren eine einstweilige Verfügung. Denn während der Patentschutz von Lego bei den Klemmbausteinen abgelaufen ist, gilt er für die Minifiguren noch, weswegen Lego seine Markenrechte verletzt sah. BlueBrixx legte Einspruch gegen diese Verfügung ein, dem in erster und zweiter Instanz jedoch nicht stattgegeben wurde. BlueBrixx verklagte das Amt der Europäischen Union für geistiges Eigentum schließlich vor dem Gericht der Europäischen Union, welches das Urteil 2023 größtenteils bestätigte, aber auch feststellte, dass mit Lego kompatible Minifiguren nicht grundsätzlich schützbar sind.
Im Jahr 2024 strengte Lego erneut den Rechtsweg gegen BlueBrixx an, weil man in der Nachahmung bestimmter Lego-Bausteine gewerbliche Schutz- und Urheberrechte verletzt sah.